# LOVELY×CATION
《LOVELY×CATION》是AKABEiSOFT2旗下品牌曉WORKS-响-（現hibiki works）在2011年6月24日发售的戀愛冒險類型成人遊戲。2011年7月1日發售通常版。2013年5月31日由DMM.com獨占發售DL版。2013年6月28日由hibiki works發售包含全部APPEND LIFE的合集版。2015年5月21日由5pb.發售PlayStation Vita版《LOVELY×CATION 1&2》。衍生書籍、OVA也陸續推出。

## 故事
本作主人公住在叔父所經營的公寓裡，每天過著自由奔放的校園生活。某天一直宅在臥室的主人公被叔父要求在找工作和交女朋友之間做出選擇，於是沒有交過女朋友的主人公開始了他酸酸甜甜的初戀。

## 登場人物

### 主要角色
主人公
白鷺學園2年C班。父母在他小時候便行蹤不明，寄宿在叔父管理的公寓裡。
長期下來一個人住及獨來獨往導致他不擅長與人相處，春假時整天把自己關在家裡。
七澤 由仁（聲：榊原由依）
白鷺學園2年A班。升學前和男主角是同班同學。網球社成員。
一年級起初與男主角同樣樸素、不引人注目，而後想改變自己，變的相當受男學生歡迎。而後常收到男學生的情書和告白，但通通都婉拒。被三年級的岩倉學長追求著，即使拒絕了仍然不斷騷擾她而造成困擾。
父親在數年前車禍逝世，母親扛起賺錢的工作而經常不在家。因而讓由仁擔任起照顧家裡一個妹妹與一個弟弟的責任，對於做菜也因此相當拿手。在家中三姐弟中為長女。
天瀨 優希（聲：海乃奏多）
白鷺學園2年C班。男主角的同班同學，成績優秀，運動萬能，文武雙全的大小姐。也有在練小提琴。
父親為天瀨綜合醫院的院長，所以實質上真的是個「大小姐」。個性天真爛漫且有點不食人間煙火。但不想讓她與同學間有隔閡而隱藏自己是大小姐一事。
偶爾會一個人到圖書館看書或去學校頂樓。因為見識到主角的學問和想法而開始與主角熱絡起來，也因為自己本身意識到自己身為大小姐不食人間煙火，因此拜託主角每天放學和假日帶她到處去看看。
犬吠埼 綾
白鷺學園1年C班。性格孤傲經常一個人行動。貧乳，與主角談話時會散發抖S的氣息，講話很毒舌。在她的路線中，會發生許多與男主角「相似」的事件，例如學校食堂點一樣的餐點、坐到同一桌，在校外常碰面。
放學和假日常跑電動遊樂場，除此之外也很愛玩遊戲，實力也很強。很喜歡動物，除了去遊樂場外也常去水族館。不喜歡回家。
與主角同樣在小時候雙親便行蹤不明，但是有養父養母。
愛吃辣，吃飯加辣加到無法想像的地步。
月岡 三朝（聲：牧泉美）
白鷺學園的新任體育老師。游泳部顧問。學生時期，在女子學院時是瀨良的學妹。正在作為老師而努力著，很受學生歡迎。
喜歡看電影，經常去租片店租電影DVD來看。很會做菜。酒量很差，很容易就醉。
對於自己的事情很遲鈍，但對於別人的事卻相當敏銳。
黑川 瀨良（聲：瀨良木若菜）
白鷺學園的保健醫生。外表出眾外，也因為個性豪邁直爽而受學生歡迎，常受到女學生告白，但皆一律回絕。被學生們稱為「王子小姐（ミス・プリンス）」。
學生時期在女子學院是三朝的學姊。

### 其他角色
主人公的叔父（聲：植木亨）
男主角母親的弟弟，擔任主角的監護人。相當關心主角。
金田一（聲：原田友貴）
男主角的損友。口頭禪是「根據我的推理」。
岩倉
白鷺學園三年級學生。近乎騷擾程度地追求由仁，讓她非常困擾。
七澤 彌彥
由仁的弟弟，14歲。
七澤 百百（聲：小倉結衣）
由仁的妹妹，七澤三姊弟中最小的。
優希的父親
大醫院“天瀨綜合醫院”的院長。
大田原老師
白鷺學園的國語教師。性格雖然不嚴厲，但經常於下課鐘響後繼續講課，因此在學生間風評不佳。

## 工作人員
- 原畫：唯々月たすく
- 劇本：insider（さんだーぼると）

## 主題曲
片頭曲及片尾曲「Wondering Truth」
作詞：wight　作曲/編曲：mo2　歌：榊原ゆい

## OVA
成人動畫OVA是由PinkPineapple共發售2卷。第一卷女主角是七澤由仁、犬吠埼綾，第二卷女主角是天瀨優希、黑川瀨良、月岡三朝。

### 各卷列表
| 卷數 | 副標題 | 發售日        |
| ---- | ------ | ------------- |
| ＃1  |        | 2015年3月27日 |
| ＃2  |        | 2015年7月24日 |

### 工作人員
- 原作：『LOVELY×CATION』（hibiki works）
- 分鏡/角色設定：どしだ友昭
- 演出：寺野竜（＃1）、神原敏昭（＃2）
- 作畫監督：団千寿馬
- 音樂監督：神戸港一RX
- 執行製作人：織賀進（＃1）
- 製作人：福満（＃1）、満☆ピー（＃2）
- 監督：雷火剣
- 動畫製作：T-REX
- 製作：PinkPineapple（ピンクパイナップル）

## 相關商品
CD
發行：Differencia　發售日：2012年3月23日
書籍
- 《LOVELY×CATION1&2 視覺資料集》（LOVELY×CATION1&2 ビジュアルファンブック）[11]

出版社：enterbrain　發售日：2013年8月9日　ISBN 978-4-04-729104-1
- [12]

出版社：enterbrain　發售日：2015年4月30日　ISBN 978-4-04-730460-4

## 評價
《LOVELY×CATION》在日本美少女遊戲與動畫相關商品銷售網站Getchu.com的2011年6月銷量榜上排名第2名，7月排名第15名，全年排名第17名。本作曾获得Getchu美少女遊戲大赏2011综合排名第八名。ファミ通1380號的クロスレビュー給PSV版評分為29/40。